# Llibre Vermell de Montserrat

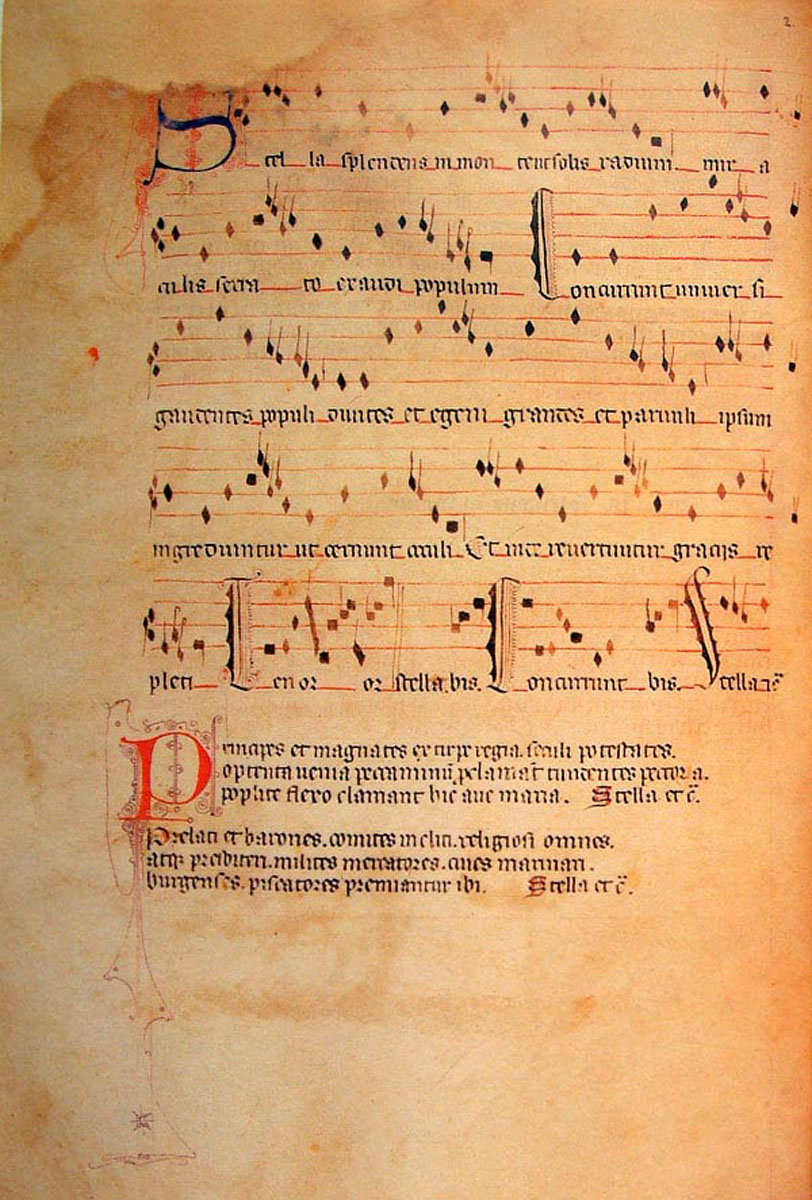
A canção Stella splendens, no Llibre Vermell

O Llibre Vermell de Montserrat (em português, O Livro Vermelho de Montserrat), é um manuscrito iluminado contendo uma coleção de canções do final da Idade Média. Foi escrito em torno de 1399, e está preservado no Mosteiro de Montserrat, nos arredores de Barcelona, na Espanha. Seu nome provém da encadernação vermelha que recebeu no século XIX.
Originalmente possuía 172 fólios duplos, dos quais 32 se perderam. As 10 composições que restam são todas anônimas. O Mosteiro foi um famoso local de peregrinação católica naquele tempo, possuindo um santuário da Virgem de Montserrat, e as músicas do manuscrito em maioria fazem a louvação da Virgem. O motivo da reunião destas peças é explicitado na abertura:
Quia interdum peregrini quando vigilant in ecclesia Beate Marie de Monte Serrato volunt cantare et trepudiare, et etiam in platea de die, et ibi non debeant nisi honestas ac devotas cantilenas cantare, idcirco superius et inferius alique sunt scripte. Et de hoc uti debent honeste et parce, ne perturbent perseverantes in orationibus et devotis contemplationibus.
"Porque os peregrinos desejavam cantar e dançar enquanto mantinham a vigília noturna na igreja de Santa Maria de Montserrat, e também o desejavam de dia; mas na igreja não se devem cantar senão melodias castas e pias, e por isso foram escritas as canções que aqui aparecem. E devem ser usadas com modéstia, cuidando que ninguém que esteja orando e contemplando devotamente seja perturbado."
Os textos das músicas são em catalão e latim, e o estilo musical sugere que datam de bem antes da ocasião em que foram compiladas. Algumas são monódicas, podendo ser cantadas em cânone, e outras têm de duas a quatro vozes de polifonia não-imitativa. Sua relativa simplicidade e belo desenho melódico dotaram diversas destas peças de um encanto perene, sendo gravadas amiúde por conjuntos contemporâneos dedicados à música antiga.
1. Canção: O virgo splendens (fol. 21v-22) ("Oh Virgem esplendorosa")
2. Virelai: Stella splendens (fol. 22r) ("A estrela brilhante")
3. Canção: Laudemus Virginem (fol. 23) ("Louvemos a Virgem")
4. Virelai: Mariam, matrem virginem, attolite (fol. 25r) ("Louvemos Maria, nossa Virgem Mãe")
5. Virelai: Polorum Regina (fol. 24v) ("Rainha dos pólos")
6. Virelai: Cuncti simus concanentes (fol. 24) ("Cantemos juntos")
7. Canção: Splendens ceptigera (fol. 23) ("Rainha esplêndida")
8. Balada: Los set gotxs (fol. 23v) ("Os sete gozos")
9. Moteto: Imperayritz de la ciutat joyosa / Verges ses par misericordiosa (fol. 25v) ("Imperatriz da cidade feliz" / "Virgem, se por misericórdia")
10. Virelai: Ad mortem festinamus (fol. 26v) ("Nos apressamos para a morte")

## Gravações modernas
- 1971 - Music of Catalonia in the 14th Century: Llibre Vermell de Montserrat. Atrium Musicae[1]
- 1979 - Llibre Vermell de Montserrat. A fourteenth century pilgrimage. Hespèrion XX, Jordi Savall
- 1992 - Llibre Vermell - Pilgrim Songs & Dances. New London Consort, Philip Pickett
- 1994 - Llibre Vermell De Montserrat. Sarband, Osnabrücker Jugend Chor
- 1995 - Llibre Vermell de Montserrat - Cantigas de Santa Maria. Alla Francesca
- 1996 - "Los set goyts" and "Imperayritz de la ciutat joyosa", por Angelo Branduardi no álbum Futuro antico.
- 2007 - Llibre Vermell. Choeur de chambre de Namur, Psallentes, Les Pastoureaux, Millenarium, directed by Christophe Deslignes. RIC 260.
- 2001 - Un Llibre Vermell, chants et danses des pèlerins de Montserrat. Camerata Vocale de Brive; Ens. Le Concert dans l'Oeuf; Capella Silvanensis, Directed by Jean-Michel Hasler. Collection Romane CR 106
- 2016 - Llibre Vermell de Montserrat.[2] La Capella Reial de Catalunya, Hespèrion XXI, Jordi Savall.

## Media
- Mariam matrem virginem